# Flecha Valona 1965
La Flecha Valona 1965 se disputó el 29 de abril de 1965, y supuso la edición número 29 de la carrera. El ganador fue el italiano Roberto Poggiali. El también italiano Felice Gimondi y el británico Tom Simpson fueron segundo y tercero respectivamente.  

## Clasificación final
| Pos. | Ciclista              | Equipo                   | Tiempo   |
| ---- | --------------------- | ------------------------ | -------- |
| 1    | Roberto Poggiali      | Ignis                    | 6h21'48" |
| 2    | Felice Gimondi        | Salvarani                | m.t.     |
| 3    | Tom Simpson           | Peugeot-Michelin-BP      | a 31"    |
| 4    | Willy Bocklant        | Flandria-Romeo           | a 1'45"  |
| 5    | Georges Vanconingsloo | Peugeot-Michelin-BP      | a 2'59"  |
| 6    | Carmine Preziosi      | Pelforth-Sauvage-Lejeune | m.t.     |
| 7    | Roger Verheyden       | Lamot-Libertas           | m.t.     |
| 8    | Cees Van Espen        | Televizier               | m.t.     |
| 9    | Gilbert Desmet        | Wiel's-Groene Leeuw      | m.t.     |
| 10   | Joseph Huysmans       | Dr. Mann-Grundig         | m.t.     |